# رود امرگوسا
رود آمارگوسا (انگلیسی: Amargosa River) آبراهه فصلی به طول ۱۸۵ مایل (۲۹۸ کیلومتر)  که شرق کالیفرنیا و جنوب نوادا جریان دارد. رود آمارگوسا منطقه وسیعی بیابانی "آمارگوساً ولی در "بیابان آمارگوساً در شمالغربی لاس وگاس آبیاری می‌نماید، و سپس به سوی بیابان موهاوی جریان دارد و در نهایت در دث ولی به صورت سفره آبی ناپدید می‌شود